# جبل سفيرة
جبل سفيرة عبارة عن جبل بركاني خامد يقع في السعودية، وتحديداً في حرة سبيع الواقعة بين منطقتي مكة المكرمة والباحة. يبلغ ارتفاع الجبل نحو 1391 م.